# Anti-Squat
Unter Anti-Squat versteht man eine Vorrichtung an Radfahrzeugen, die das „Eintauchen“ beim Beschleunigen und damit eine Nickbewegung des Aufbaus nach hinten durch die dynamische Radlastverlagerung verhindern oder vermindern soll. Sie wird auch als Anfahrnickausgleich bezeichnet.
Bei Motorrädern ist für den Anfahrnickausgleich die Schwingenlänge und die Schwingenstellung (u. a. Höhe des Anlenkpunkts) entscheidend. Als Anti-Squat-Konstruktionen sind bekannt:
- das ATK-System (Anti-Tension Kettenantrieb) von 1981, das über die Reduzierung der Kettenzugkraft für einen Ausgleich sorgt,[2][3][4]
- bei Rennmaschinen die Parallelogramm-Schwingen bei der MV Agusta 500 (1950)[5] und Kawasaki KR 750 (1976).

Am Markt durchgesetzt hat sich die progressive Cantilever-Schwinge sowie beim Gelenkwellenantrieb das Paralever- und deren Ableger, das Tetralever-System.